# Nivells de centre de dades
Els nivells (tiers) del centres de dades són nivells definits de resiliència i redundància per a la infraestructura de les instal·lacions de TI. S'utilitzen àmpliament a les indústries de centres de dades, ISP i cloud computing com a part del disseny d'enginyeria per a sistemes d'alta disponibilitat. El sistema de nivell del centre de dades va ser creat per l'Institut Uptime.
Els nivells estàndard del centre de dades són:
- Nivell I: sense redundància
- Nivell II: redundància parcial N+1
- Nivell III: redundància N+1 completa de tots els sistemes, incloses les vies de distribució d'alimentació i refrigeració
- Nivell IV: com a Nivell III, però amb redundància 2N+1 de tots els sistemes[3]

Un sistema de nivell III està pensat per funcionar amb la resiliència de nivell II fins i tot quan està en manteniment, i un sistema de nivell IV està pensat per funcionar amb la resiliència de nivell III fins i tot quan està en manteniment.
La majoria dels centres de dades comercials són de nivell III; en comptes d'utilitzar centres de dades de nivell IV, molts proveïdors de serveis grans solen utilitzar diverses zones de disponibilitat per implementar els seus serveis, aconseguint així una major resiliència que la que seria possible amb un únic centre de dades.
Classificació del centre de dades:
| Nivell   | Garantia de temps d'activitat per any | Temps d'inactivitat per any | Redundància de components                                    |
| -------- | ------------------------------------- | --------------------------- | ------------------------------------------------------------ |
| Nivell 4 | 99,995%                               | <26,3 minuts                | Tolerant a errors (2N o 2N+1)                                |
| Nivell 3 | 99,982%                               | <1,6 hores                  | N+1 complet                                                  |
| Nivell 2 | 99,741%                               | <22 hores                   | Potència parcial i redundància de refrigeració (parcial N+1) |
| Nivell 1 | 99,671%                               | <28,8 hores                 | Cap                                                          |